# Matrikularrute
Die Matrikularrute war ein Pommersches Längenmaß. Sie war ein sogenanntes Maß für Steuern und Abgaben (Matrikularbeitrag).
- 1 Matrikularrute = 14 Fuß + 10 2/3 Zoll (preuß. Werkmaß, duodezimal/rheinländ. Fuß[1]) = 4,673 Meter
- 54 Matrikularruten = 67 Ruten (Preußen)[1]